# Long-Island-Rail-Road-Massaker
Das Long-Island-Rail-Road-Massaker, auch bekannt als LIRR Massaker war eine Massenschießerei in einem Zug in den Abendstunden des 7. Dezember 1993. Der Amoklauf forderte sechs Menschenleben und hinterließ neunzehn Verletzte.

## Tat
Der aus Jamaika stammende Colin Ferguson bestieg am 7. Dezember 1993 an der Pennsylvania Station in New York City um 17:33 Uhr einen Zug der Long Island Railroad. Er war mit einer halbautomatischen Pistole bewaffnet. Als der Pendlerzug Garden City erreichte, ging Ferguson durch den Wagen und schoss wahllos auf Passagiere, bis er von Mitfahrern überwältigt werden konnte.

## Prozess
Die Strafverteidiger William M. Kunstler und Ronald L. Kuby hatten geplant, die Verteidigungsstrategie auf der Theorie einer Black Rage aufzubauen. Danach hätte Ferguson langes Leben in einer unterdrückerischen und rassistisch voreingenommenen Gesellschaft dazu geführt habe, dass Ferguson bei der Tat nicht zurechnungsfähig gewesen sei. Der Angeklagte entließ seine Anwälte und beschloss sich selbst zu verteidigen, worauf die Anwälte beantragten festzustellen, dass er psychisch nicht in der Lage sei, sich selbst zu verteidigen. Richter Donald E. Belfi am Nassau County Court entschied, dass Ferguson in der Lage sei, sich selbst zu verteidigen. Kuby nahm nun noch als Berater an dem Prozess teil, aber Ferguson leitete seine eigene Verteidigung. Er baute die Strafverteidigung auf der Behauptung auf, dass er nicht der Täter gewesen sei, sondern hereingelegt worden sei. Der Polizei warf er eine Verschwörung gegen ihn vor. Er wurde von der Jury am 17. Februar für schuldig befunden. In der Anhörung zur Strafhöhe verglich er sich in einer stundenlangen Stellungnahme mit Johannes dem Täufer und meinte, dass die Geschichte ihm Recht geben werde. Er wurde zu sechsmal lebenslänglich verurteilt.

## Folgen
Präsident Bill Clinton lud die drei Männer, die den Amokläufer überwältigt hatten, in das Weiße Haus ein. Mario Cuomo nutzte Werbespots mit Carolyn McCarthy, um im Gouverneurswahlkampf 1994 für sich zu werben. Die Long Island Rail Road belebte zufällige Polizeipatrollien in den Zügen wieder, nachdem sie im Jahrzehnt zuvor eingestellt worden waren.
Nachdem ihr Ehemann zu den Todesopfern zählte und ein Sohn verletzt worden war, entschloss sich Carolyn McCarthy für das Repräsentantenhaus der Vereinigten Staaten zu kandidieren. Nachdem sie 1996 in das Repräsentantenhaus gewählt worden war, wurde sie in ihrer bis 2015 dauernden Zeit im Kongress zu einer der führenden Stimmen für Waffenkontrolle.
Dreißig Jahre nach der Tat wurde an der Haltestelle Merillon Avenue in Garden City ein Kranz niedergelegt.

## Dokumentationen
- The Long Island Railroad Massacre: 20 Years Later, 2013[7]
- The 5:33 - Legacy of the LIRR Massacre, CBS 2023[6]